# 棒毛马唐
棒毛马唐（学名：Digitaria jubata），为禾本科马唐属下的一个植物种。